# Abu Obaida
Abu Obaida (em árabe: أبو عبيدة, romanizado: Abū ʿUbayda, Abu Obayda, Abu Ubayda ou Abu Ubaydah, é o nome de guerra de um militante palestino que é o porta-voz das Brigadas Izz ad-Din al-Qassam, o braço militar da organização político-militar  Hamas.

## Detalhes pessoais
O real nome de Abu Obaida é desconhecido, tal qual muitos de seus dados pessoais. Ele só aparece usando um keffiyeh cobrindo o seu rosto. Em 2014, meios de comunicação israelenses divulgaram uma foto, onde supostamente, Abu Obaida aparece com o nome de "Huzaifa Samir Abdullah al-Kahloot". No entanto, a veracidade da foto e do nome foi negada pelas Brigadas al-Qassam. Um dos líderes da brigada disse que Abu Obaida "não aparece e não aparecerá para a mídia", e que apenas um pequeno número de pessoas sabia quem ele realmente era.
O nome de guerra provavelmente se refere a Abu Ubayda ibn al-Jarrah, aliado do profeta islâmico Maomé e comandante das forças do Califado Rashidun durante a Batalha de Yarmuk e o Cerco de Jerusalém que ocorreram no século VII.
A primeira vez em que Abu Obaida apareceu ao público foi em 2006, quando anunciou a captura do soldado israelense Gilad Shalit.

## Declarações
Em junho de 2020, como forma de responder aos planos dos líderes israelenses de anexar oficialmente algumas partes da Cisjordânia, Abu Obaida disse que "as forças da resistência palestina protegerão fielmente o povo palestino" e prometeu que iria "fazer o inimigo morder os dedos de arrependimento por uma decisão tão pecaminosa." Ele descreveu os planos de anexação dos israelenses como uma “declaração de guerra”.
Durante a escalada de 2021 no conflito palestino-israelense, Abu Obaida disse que atacar Tel Aviv, Dimona, Ashdod, Ashkelon e Beersheba havia sido "mais fácil para nós do que beber água", dizendo que "não há linhas vermelhas ao responder a a agressão." Depois de alcançar um acordo de cessar-fogo, ele disse que "com a ajuda de Deus, fomos capazes de humilhar o inimigo, a sua entidade frágil e o seu exército selvagem."
Em Setembro de 2021, depois de quatro dos seis fugitivos da prisão de Gilboa terem sido presos novamente pelas forças israelitas, Abu Obaida anunciou que nenhuma futura troca de presos com Israel aconteceria sem libertar os fugitivos presos pelos israelitas, dizendo que “se os heróis do Túnel da Liberdade se libertassem desta vez do subsolo, prometemos a eles e aos nossos prisioneiros livres que serão libertados em breve, se Deus quiser, da superfície.”
Em maio de 2022, como resposta aos apelos israelenses para executar o líder do Hamas Yahya Sinwar após ele ter feito vários ataques contra israelenses, Abu Obaida disse que se "o inimigo e sua liderança fracassada" ferissem Sinwar, isso iria criar um "terremoto regional e uma resposta sem precedentes".
Em Junho de 2022, Abu Obaida anunciou que o estado de saúde de um dos israelitas mantidos em cativeiro em Gaza se deteriorou. Após isso, as Brigadas al-Qassam divulgaram um vídeo mostrando que o cativo em questão era Hisham al-Sayed.
Em outubro de 2023, durante a guerra Israel-Hamas de 2023, Abu Obaida disse que o Hamas vai matar um refém civil toda vez que Israel atacar Gaza "sem aviso". “Anunciamos que cada ataque contra o nosso povo, que está seguro em suas casas, feito sem aviso prévio, nos depararemos com a execução dos reféns civis do nosso inimigo”, disse Obeida em seu aviso. Ele também disse que as mortes seriam transmitidas “em áudio e em vídeo”.